# 特許 (行政法)
行政法上の特許（とっきょ）とは、本来ならば個人が自由に保有していない特別の能力や権利を国が私人に対して与える行政行為である。設権行為ともいう。

## 概説

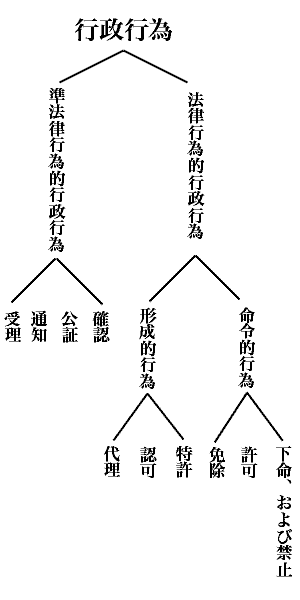
伝統的通説による分類

行政法学上、形成的行為の一つとされる（形成的行為には他に認可と代理がある）。個々人が本来有している自由に干渉するものではないため、行政裁量が広く認められる。
法律の文言上では下記具体例のとおり特許と表記されていないことが多く、「許可」「免許」「認可」など、様々な用語で表記される。なお、特許法における特許権の付与行為である「特許」は、行政法学上は確認（準法律行為的行政行為）に分類され、この意味での特許にはあたらない。
特に公益事業である道路運送・地方鉄道事業の「免許」、電気事業の「許可」などのことを指して「公企業の特許」といい、これにより企業経営権の設定を受けて経営する企業のことは特許企業という。ただし、近年では特許によらなければ認められなかった事業（電気事業、ガス事業、鉄道事業の許可）についても、規制緩和の流れから新規参入も認められる傾向にあり、国家から独占的に与えられる特権という側面は希薄化している（許可と特許の相対化現象）。

## 行政法上の特許の例
- 軌道運輸事業の特許（軌道法3条）
- 鉱業権の設定許可（鉱業法21条）
- 漁業権の設定免許（漁業法10条）
- 電気事業の許可（電気事業法3条）
- 道路占用許可（道路法32条）
- 河川占用の許可（河川法23条、24条）
- 公有水面埋立の免許（公有水面埋立法2条）
- 帰化の許可（国籍法4条）
- 公務員の任命